# Oscillateur Colpitts
 (décembre 2015).
Si vous disposez d'ouvrages ou d'articles de référence ou si vous connaissez des sites web de qualité traitant du thème abordé ici, merci de compléter l'article en donnant les références utiles à sa vérifiabilité et en les liant à la section « Notes et références ».
Pour les articles homonymes, voir oscillateur.
L’oscillateur Colpitts, inventé par Edwin H. Colpitts, est l'une des nombreuses configurations possibles d'oscillateur électronique. Ses principaux atouts résident dans sa simplicité de mise en place ainsi que dans sa robustesse.
L'oscillateur de Colpitts est le dual de l'oscillateur Hartley. Dans la configuration de Colpitts, la fréquence d'oscillation est déterminée par deux condensateurs et une inductance, tandis que dans celle de Hartley, la fréquence est déterminée par deux inductances et un condensateur.

## Exemple de montage
Le montage suivant se base sur un transistor NPN monté en polarisation par base commune. Sa fréquence est d'environ 58 MHz.
L'usage d'un transistor bipolaire est un exemple, un JFET ou MOSFET peut convenir, pourvu qu'il possède une bande passante suffisante. Il ne faut pas oublier de rajouter un condensateur de découplage entre les pôles + et - de  l'alimentation, ce qui va refermer le circuit résonateur LC (sinon la résistance interne de l'alimentation et le câblage de liaison à l'alimentation vont faire partie de la boucle, ce qui va totalement perturber le fonctionnement).

## Formules
La fréquence idéale d'oscillation est donnée par la formule suivante :
{\displaystyle f_{0}={1 \over 2\pi {\sqrt {L_{1}\cdot \left({C_{1}\cdot C_{2} \over C_{1}+C_{2}}\right)}}}}
Ou, simplifiée : {\displaystyle f_{0}={0.159 \over {\sqrt {L_{1}\cdot C}}}}
où {\displaystyle C={C_{1}\cdot C_{2} \over C_{1}+C_{2}}}

## Analyse

Oscillateur de Colpitts.

Une méthode d'analyse d'oscillateur est de déterminer l'impédance d'entrée d'un port d'entrée en négligeant tous les composants réactifs. Si l'impédance rapporte la limite de la résistance négative, l'oscillation est possible. Cette méthode sera employée ici pour déterminer des conditions de l'oscillation et de la fréquence de l'oscillation. Cette configuration modèle le circuit de collecteur commun dans la section ci-dessus. Pour l'analyse initiale, les parasites des éléments et les non-linéarités de dispositif seront ignorés. Ces limites peuvent être incluses plus tard dans une analyse plus rigoureuse. Même avec ces approximations, la comparaison acceptable avec des résultats expérimentaux est possible.
En ignorant la bobine, l'impédance d'entrée peut être écrite ainsi :
{\displaystyle Z_{in}={\frac {v_{1}}{i_{1}}}}
Dans cet exemple, {\displaystyle v_{1}} est la tension d'entrée et {\displaystyle i_{1}} est le courant d'entrée. La tension {\displaystyle v_{2}} est donnée par {\displaystyle v_{2}=i_{2}Z_{2}}
Où {\displaystyle Z_{2}} est l'impédance de {\displaystyle C_{2}}. Le courant reçu par {\displaystyle C_{2}} est {\displaystyle i_{2}} qui est la somme de deux courants : {\displaystyle i_{2}=i_{1}+i_{s}}
Où {\displaystyle i_{s}} est le courant reçu par le transistor. {\displaystyle i_{s}} est un courant dépendant déterminé par :
{\displaystyle i_{s}=g_{m}\left(v_{1}-v_{2}\right)}
Où {\displaystyle g_{m}} est la transconductance du transistor. Le courant d'entrée {\displaystyle i_{1}} est donné par
{\displaystyle i_{1}={\frac {v_{1}-v_{2}}{Z_{1}}}}
Où {\displaystyle Z_{1}} est l'impédance de {\displaystyle C_{1}}.
{\displaystyle Z_{in}=Z_{1}+Z_{2}+g_{m}Z_{1}Z_{2}}
L'impédance d'entrée apparaît comme deux condensateurs en série avec une limite intéressante, le {\displaystyle R_{in}} qui est proportionnel au produit des deux impédances :
{\displaystyle R_{in}=g_{m}Z_{1}Z_{2}}
Si {\displaystyle Z_{1}} et {\displaystyle Z_{2}} sont complexes et ont le même symbole, {\displaystyle R_{in}} sera une résistance négative. Si l'impédance pour {\displaystyle Z_{1}} et {\displaystyle Z_{2}} se substituent, {\displaystyle R_{in}} est
{\displaystyle R_{in}={\frac {-g_{m}}{\omega ^{2}C_{1}C_{2}}}}
Si un condensateur est relié à l'entrée, le circuit oscillera si l'importance de la résistance négative est plus grande que l'impédance du condensateur et de n'importe quels éléments parasites. La fréquence de l'oscillation est comme indiquée dans la section précédente.
Cet article est une traduction partielle de l'article de la wikipédia anglophone